# Малый Обухов
Малый Обухов (укр. Малий Обухів) — посёлок, входит в Мурованокуриловецкий район Винницкой области Украины.
Население по переписи 2001 года составляло 468 человек. Почтовый индекс — 23442. Телефонный код — 4356. Занимает площадь 0,325 км². Код КОАТУУ — 522884803.

## Местный совет
23441, Вінницька обл., Мурованокуриловецький р-н, с. Обухів, вул. Сонячна, 22